# Martin and Lewis
Martin and Lewis é um filme de drama feito para a televisão dirigido por John Gray, contando a história da dupla de sucesso Martin e Lewis. Jeremy Northam interpretou Dean Martin e Sean Hayes interpretou Jerry Lewis.

## Sinopse
O filme conta a história da dupla Dean Martin e Jerry Lewis, que surgiu em meados dos anos 1940 se apresentando em nightclubs. Logo os dois artistas passaram a ter o próprio programa de rádio, a fazer participações na TV e, por fim, no cinema, já em 1949. Porém um certo ciúme profissional, a ambição de um e o desinteresse de outro, acabaram levando à separação da dupla em 1956.